# Bavia annamita
Bavia annamita är en spindelart som beskrevs av Simon 1903. Bavia annamita ingår i släktet Bavia och familjen hoppspindlar. Inga underarter finns listade.